# Dirty Dancin'
Dirty Dancin' è un singolo del duo The Product G&B, pubblicato nel 2001 ed in collaborazione con Carlos Santana e Wycleaf Jean.

## Classifiche
| Classifica (2002) | Posizione massima |
| ----------------- | ----------------- |
| Belgio (Fiandre)  | 66                |
| Germania          | 76                |
| Italia            | 10                |
| Svizzera          | 53                |